# Levin August von Bennigsen
Hrabia Levin August Gottlieb Theophil von Bennigsen (ros. Леонтий Леонтьевич Беннигсен, Leontij Leontijewicz Benningsen), (ur. 10 lutego 1745 w Brunszwiku w Niemczech, zm. 3 grudnia 1826 w Banteln niedaleko Hildesheim w Niemczech), rosyjski generał w czasie wojen napoleońskich.

## Życiorys
Urodził się w Brunszwiku niedaleko Hanoweru. Służył z sukcesami w armii hanowerskiej (z której odszedł w 1764 r.); jako oficer piechoty gwardii był uczestnikiem wojny siedmioletniej.
W 1773 r. zaczął służbę w armii rosyjskiej jako oficer polowy Wiackiego Regimentu Muszkieterów. Walczył przeciwko Turkom w 1774 r. i 1778 r., awansując na podpułkownika następnego roku. W 1787 r. jego udział w szturmie Oczakowa zapewnił mu awans do rangi brygadiera, po czym odznaczył się wielokrotnie w walkach z powstaniem kościuszkowskim oraz w wojnie perskiej w 1796 r. W 1794 r. został odznaczony Orderem św. Jerzego trzeciego stopnia i dostał posiadłość w gubernatorstwie mińskim, po czym awansował na generała-majora za osiągnięcia w poprzednich kampaniach.
W 1798 r. został zwolniony ze służby wojskowej przez cara Pawła I za swoje kontakty z Platonem Zubowem. Wiadomo, że brał aktywny udział w planowaniu spisku na życie Pawła I, lecz jego rola w zabójstwie tegoż pozostaje kwestią nierozstrzygniętą. Car Aleksander I mianował go generałem-gubernatorem Litwy w 1801 r. i w 1802 r. generałem kawalerii.
W 1806 r. był dowódcą jednej z rosyjskich armii walczącej przeciwko Napoleonowi, w bitwie pod Pułtuskiem, a osobiście zmierzył się z nim w bitwie pod Pruską Iławą (dzisiejszy Bagrationowsk). W bitwie pod Pułtuskiem udało mu się powstrzymać atak wojsk francuskich pod dowództwem Jeana Lannesa, ale mimo to wycofał się. Za bitwę pod Pułtuskiem dostał Order Świętego Jerzego II klasy, a po bitwie pod Pruską Iławą został nagrodzony Orderem Świętego Andrzeja (najwyższym odznaczeniem w Imperium Rosyjskim}. 
Mógł teraz głosić, że zapoczątkował pierwszy odwrót Napoleona. Sześć miesięcy później doznał miażdżącej klęski w bitwie pod Frydlandem, która doprowadziła do pokoju w Tylży.
Bennigsen był krytykowany za bitwę pod Frydlandem i za dyscyplinę w armii, dlatego odszedł z niej na kilka lat, ale w kampanii w 1812 r. pojawił się ponownie na bardzo odpowiedzialnych pozycjach. Był uczestnikiem bitwy pod Borodino pokonując Murata w starciu pod Tarutino, gdzie został ranny w nogę. Po kłótni z marszałkiem Kutuzowem, rosyjskim szefem sztabu, został zmuszony do odejścia z aktywnej służby w armii.
Po śmierci Kutuzowa został ponownie przywrócony do służby jako głównodowodzący. Bennigsen brał udział w bitwach pod Budziszynem i pod Lützen. Następnie prowadził jedną z kolumn, która przeprowadziła decydujący atak ostatniego dnia bitwy pod Lipskiem. Tego samego dnia od cara Aleksandra I, otrzymał tytuł hrabiowski. Wkrótce po tym dowodził siłami działającymi przeciw marszałkowi Davoutowi w północnych Niemczech, gdzie najbardziej znaną akcją z jego udziałem jest roczne oblężenie Hamburga (1813-1814). Po traktacie pokojowym w Fontainebleau za wszystkie swoje zasługi podczas wojen napoleońskich został nagrodzony Orderem Świętego Jerzego I klasy – najwyższym wojskowym odznaczeniem Imperium Rosyjskiego; posiadał również II i III klasę tego Orderu oraz Order Świętego Aleksandra Newskiego, Order Świętej Anny, Order Świętego Włodzimierza, pruski Order Czarnego Orła, duński Order Słonia, francuską Legię Honorową, szwedzki Królewski Order Miecza i austriacki Order Marii Teresy.
Dowództwo utrzymał do 1818 r., kiedy to odszedł z aktywnej służby i osiadł w swojej hanowerskiej posiadłości w Banteln niedaleko Hildesheim. Pod koniec życia całkowicie stracił wzrok. Jego synem był hr. Aleksander Levin von Bennigsen.